# MP-41
Пістолет-кулемет MP-41 є рідкісним прикладом німецької приватної ініціативи в галузі виробництва зброї. Хуго Шмайссер спробував переробити штатний MP-40 простою установкою ствола і коробки затвора MP-40 в дерев'яне ложе. Також на новий ПК встановлювався перемикач режимів вогню, що давав змогу вести одиночний вогонь(МП-40 такої можливості не мав).  У зв'язку з тим, що пістолет-кулемет МР-40, що був на озброєнні піхоти вермахту, розроблявся насамперед для озброєння парашутистів і членів екіпажів бронемашин, він був забезпечений відкидним металевим прикладом, що забезпечив йому компактність. Ця якість необхідна для розміщення зброї в тісних бойових відділеннях бронемашин, була другорядною для простої піхоти, яка прагне мати більш зручну для прицільного вогню зброю з повноцінним прикладом.
Як і МР-40, пістолет-кулемет МР-41 відноситься до зразків автоматичної зброї, дія механізмів автоматики яких заснована на використанні енергії віддачі вільного затвора. Спусковий механізм ударного типу дозволяє вести автоматичний вогонь. Відповідний перемикач знаходиться з лівого боку над запобіжною скобою спускового гачка. Для ведення одиночного вогню перемикач переводиться у крайнє праве положення, а для автоматичного – у крайнє ліве положення. Для запобігання випадкового пострілу затвор, що знаходиться в крайньому задньому положенні, може бути поставлений на запобіжник. Пістолет-кулемет МР-41 використовує 9-мм патрон "Парабелум". Живлення патронами відбувається з коробчастого магазина місткістю 32 патрони, який може використовуватись також і для МР-40. Магазин вставляється в горловину приймача знизу і утримується кнопкою. Механічний приціл відкидного типу має два положення для ведення прицільного вогню на дистанції 100м та 200м.
Незважаючи на деяке поліпшення експлуатаційних та бойових характеристик, МР-41 не мав істотних переваг над МР-40, через що у масове виробництво не потрапив, а його виготовлення було обмежене малими серіями.